# Francisco Salzillo
Francisco Salzillo y Alcaraz (Murcia, 12 maggio 1707 – Murcia, 2 marzo 1783) è stato uno scultore spagnolo.
È considerato lo scultore più rappresentativo del '700 spagnolo e uno dei più grandi del periodo barocco, specializzato in statue lignee. 
Figlio dello scultore italiano Nicola Salzillo (nativo di Santa Maria Capua Vetere, trasferitosi in terra iberica all'età di trent'anni), ereditò alla morte del padre la bottega di famiglia e ne assunse la direzione.
Esponente di primo piano dell'arte barocca spagnola, si dedicò esclusivamente ai temi religiosi su legno policromo, e visse per tutta la vita nella città di Murcia, città che attualmente ospita un museo a lui intitolato che conserva alcune fra le sue opere più rappresentative.

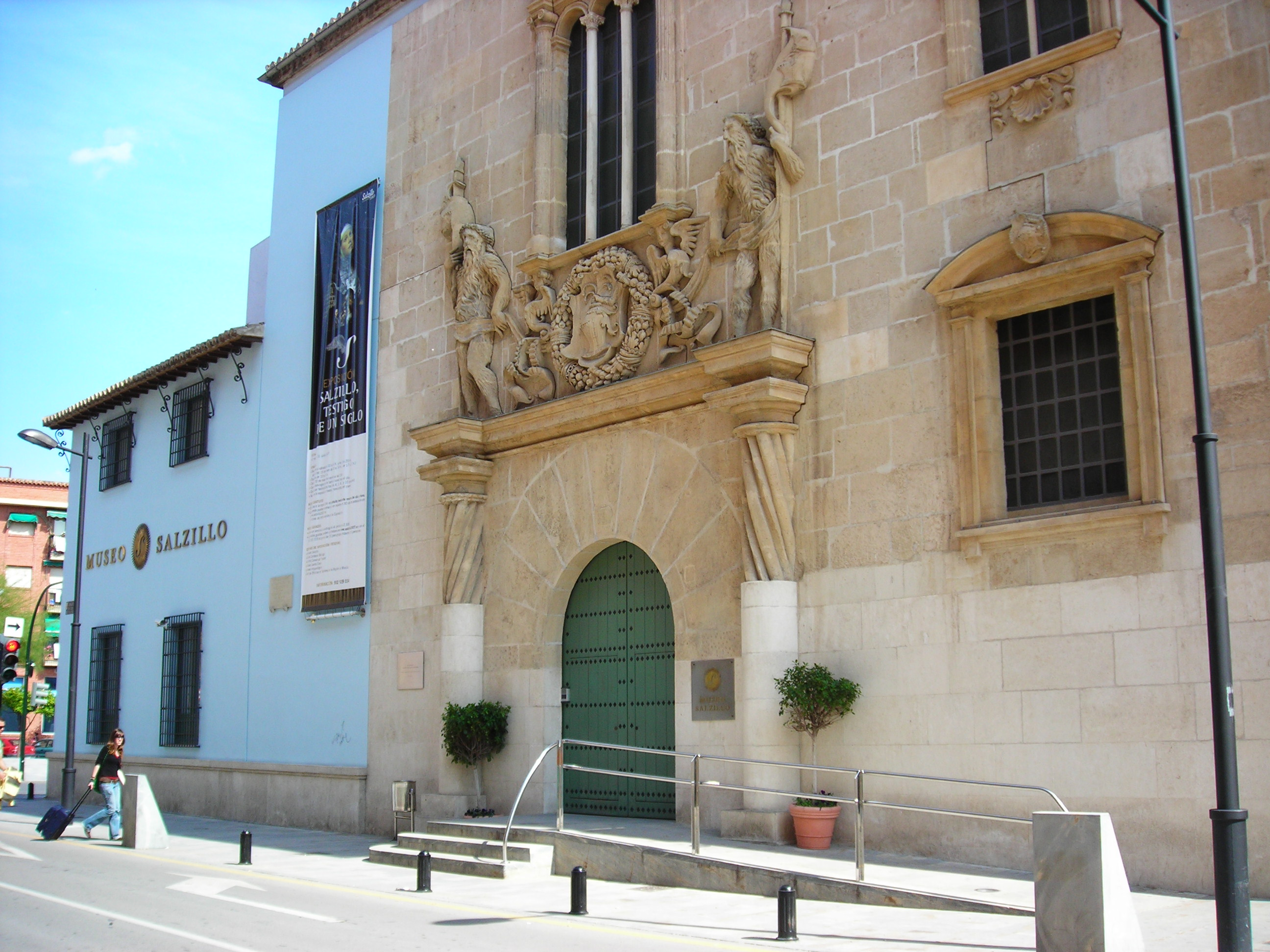
Facciata esterna del Museo Salzillo in Murcia.

## Galleria d'immagini

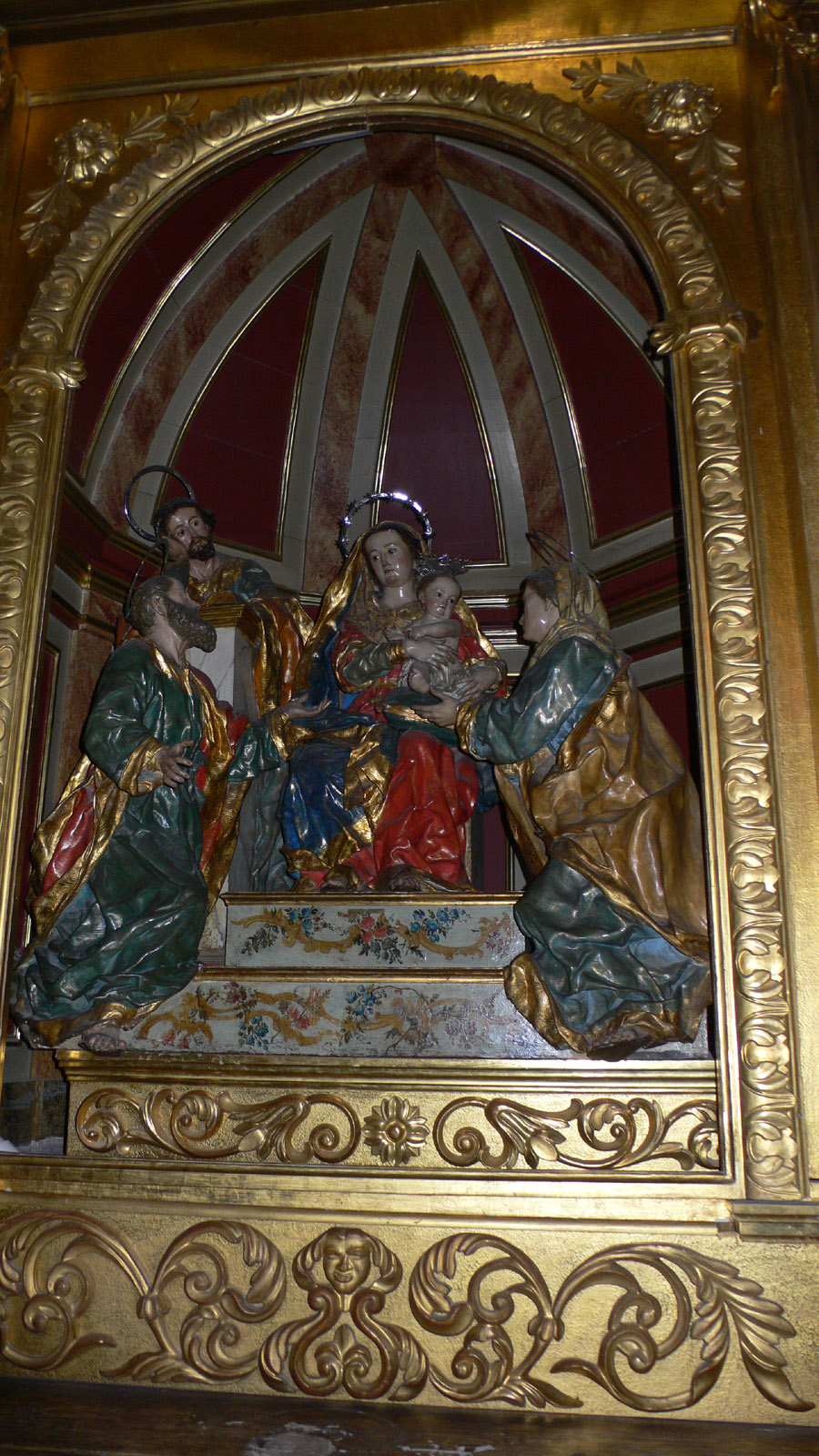
Sacra Famiglia, verso il 1735, Chiesa di San Michele a Murcia.
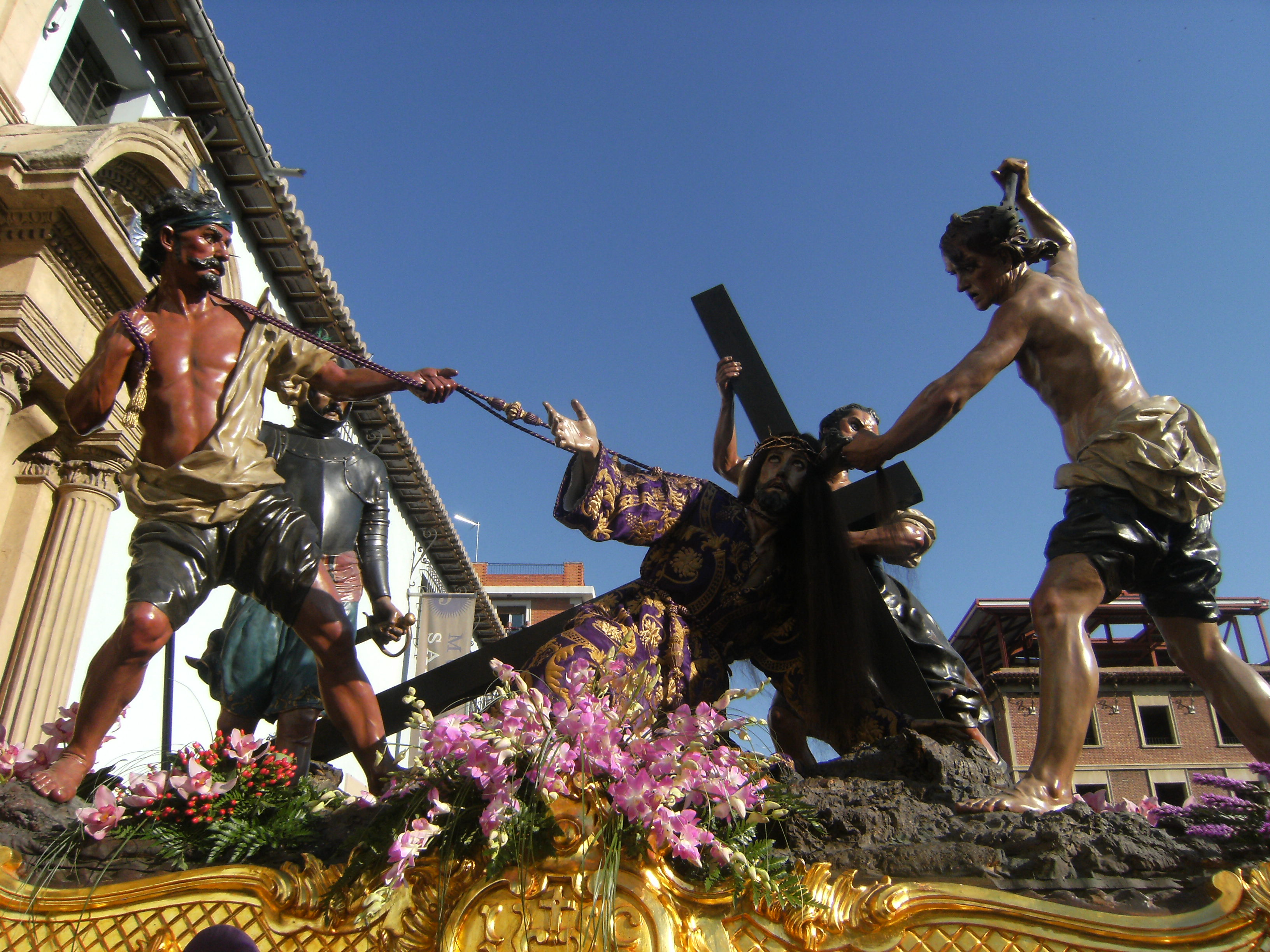
La Caída, 1752, Museo Salzillo a Murcia.
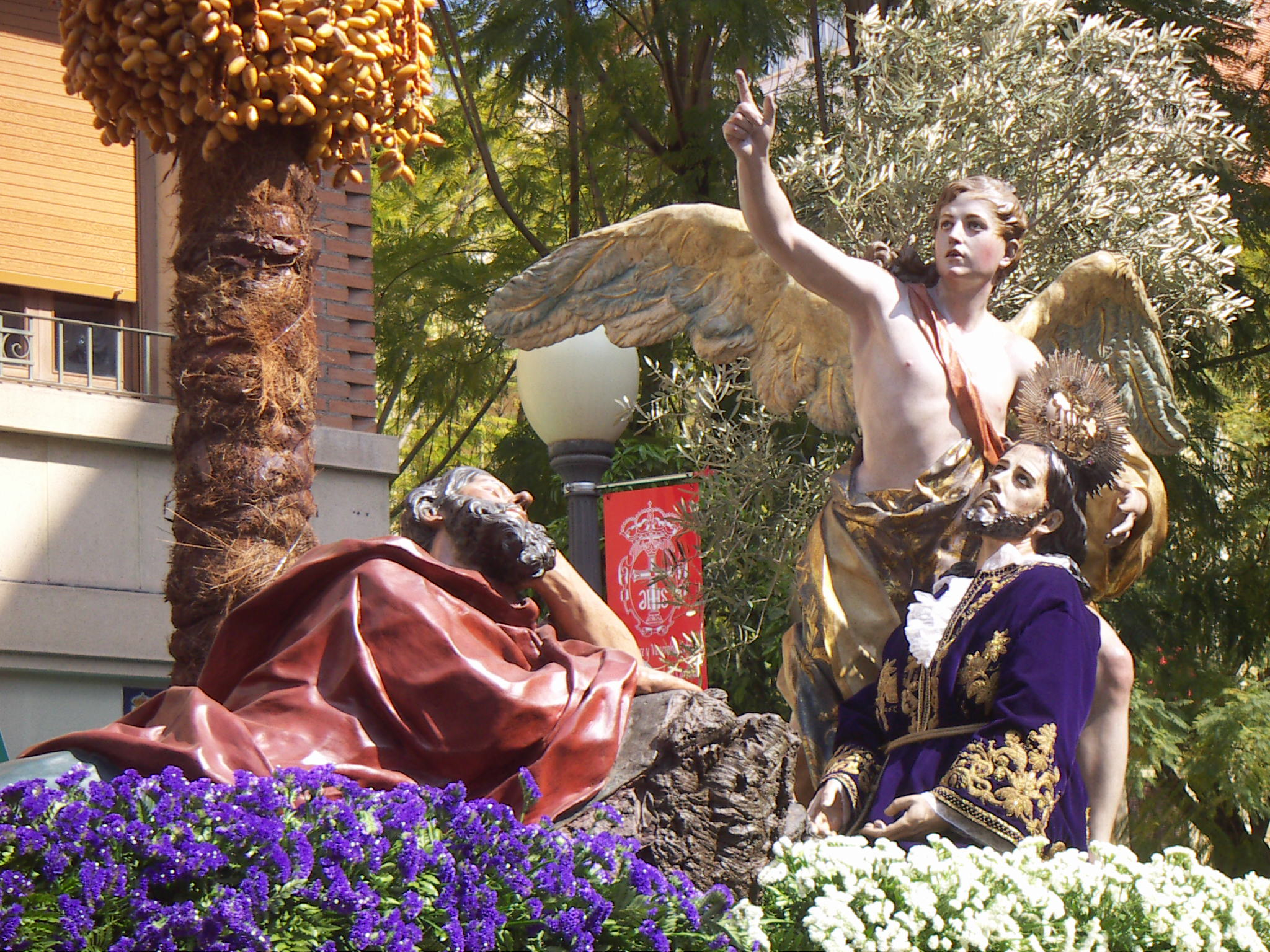
L'Orazione nell'orto, 1754, Museo Salzillo a Murcia.
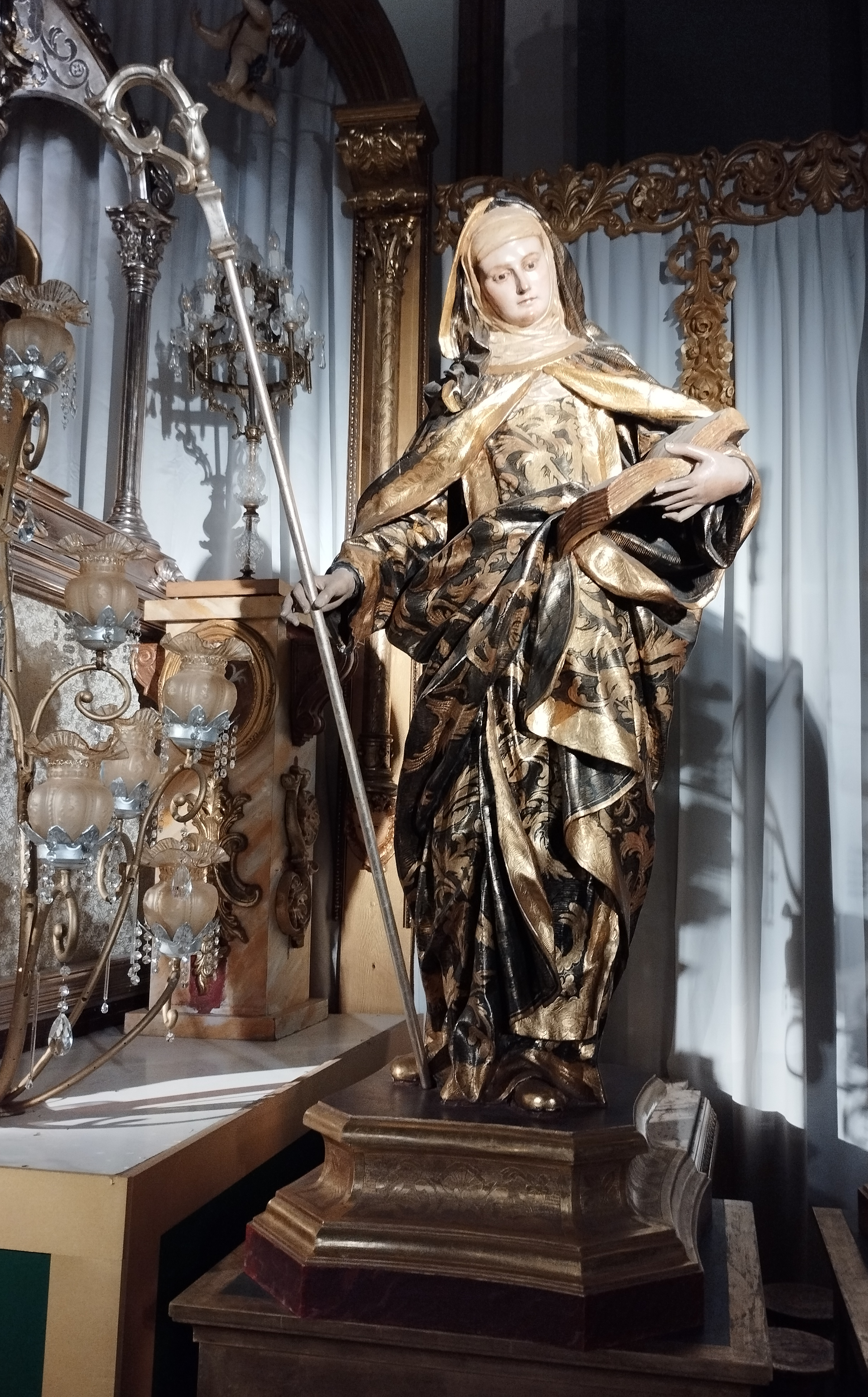
Santa Fiorentina, 1755, Chiesa di S. Maria delle Grazie a Cartagena.
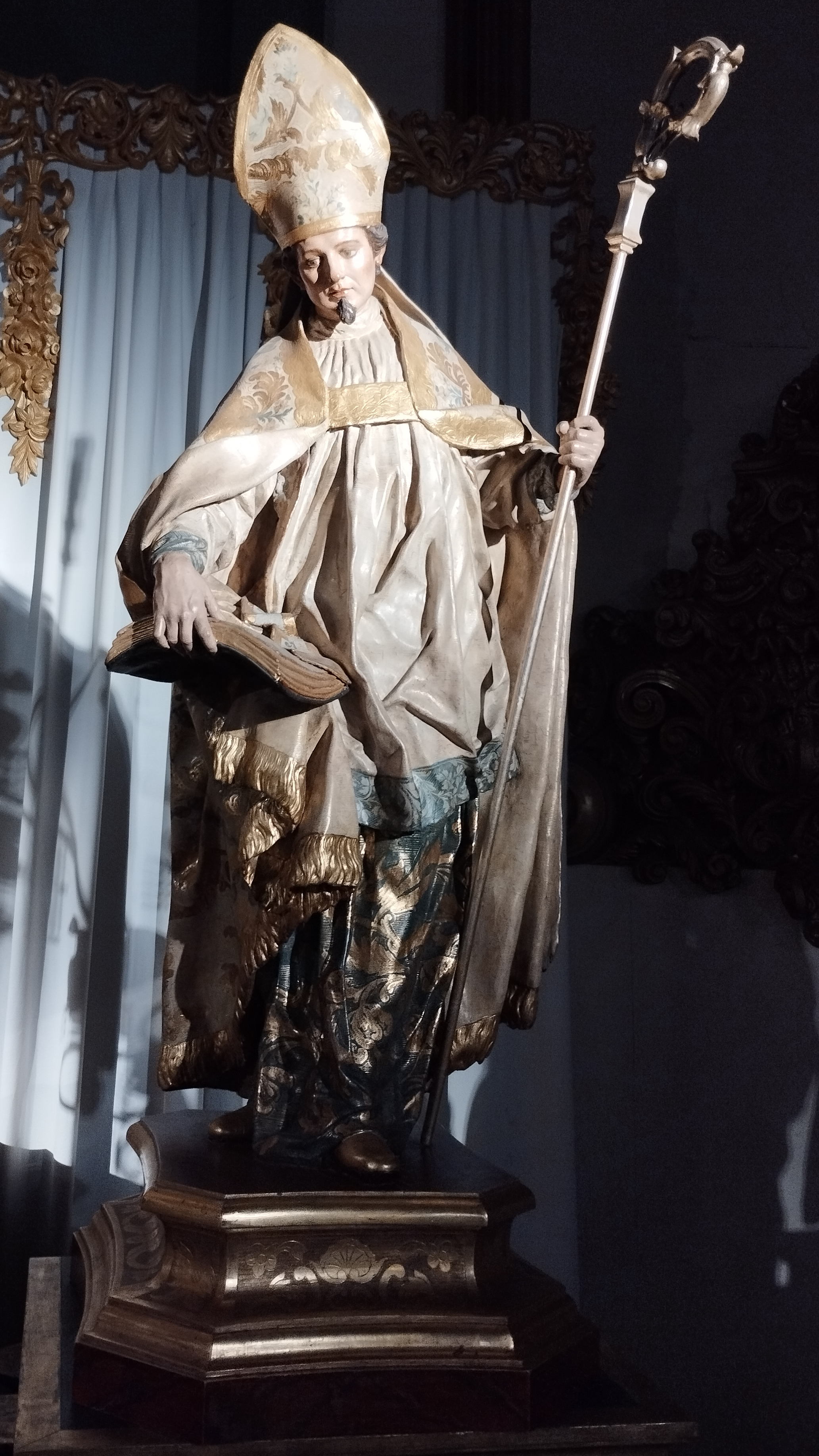
Sant'Isidoro, 1755, Chiesa di S. Maria delle Grazie a Cartagena.
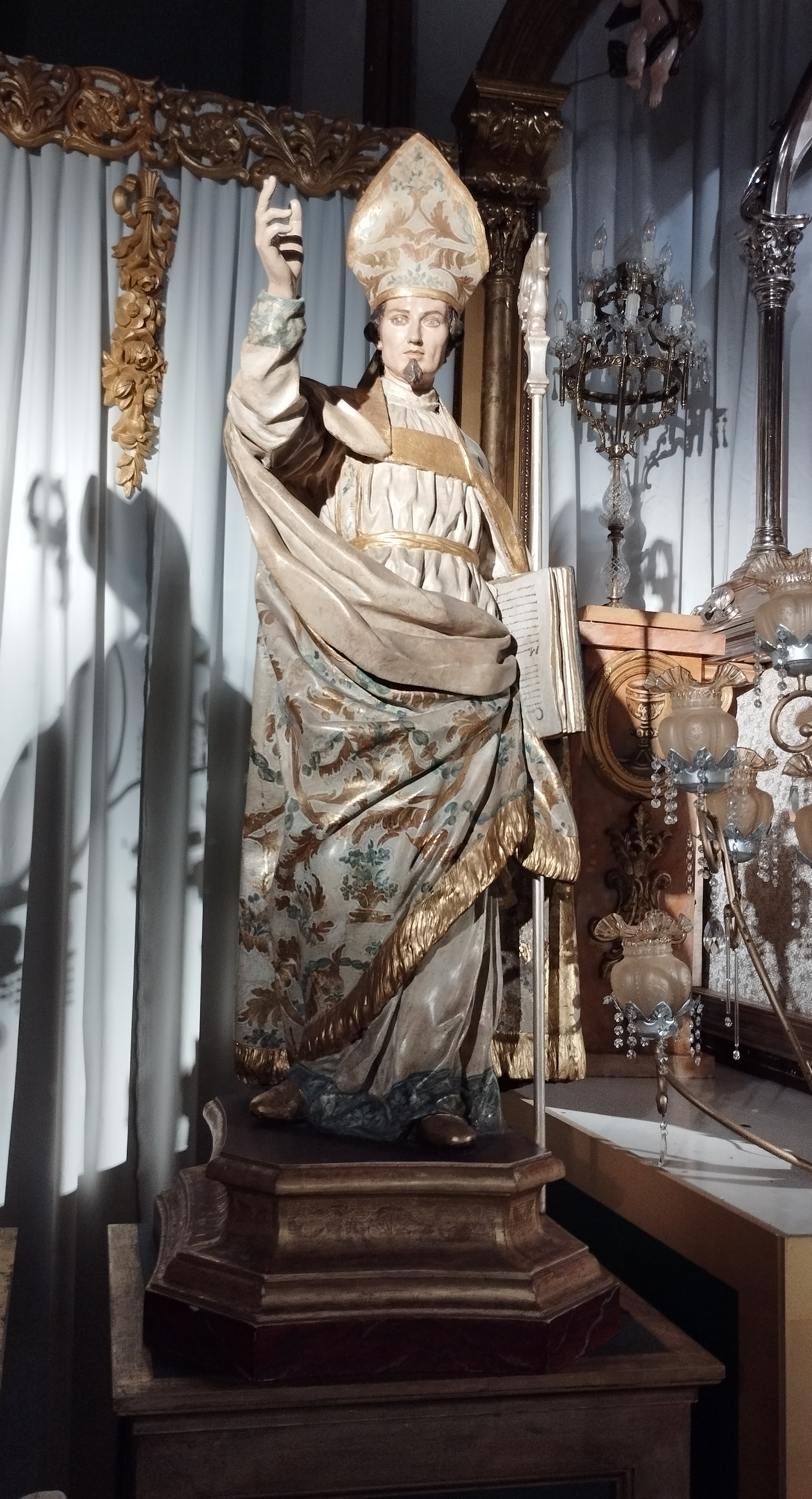
San Fulgenzio, 1755, Chiesa di S. Maria delle Grazie a Cartagena.
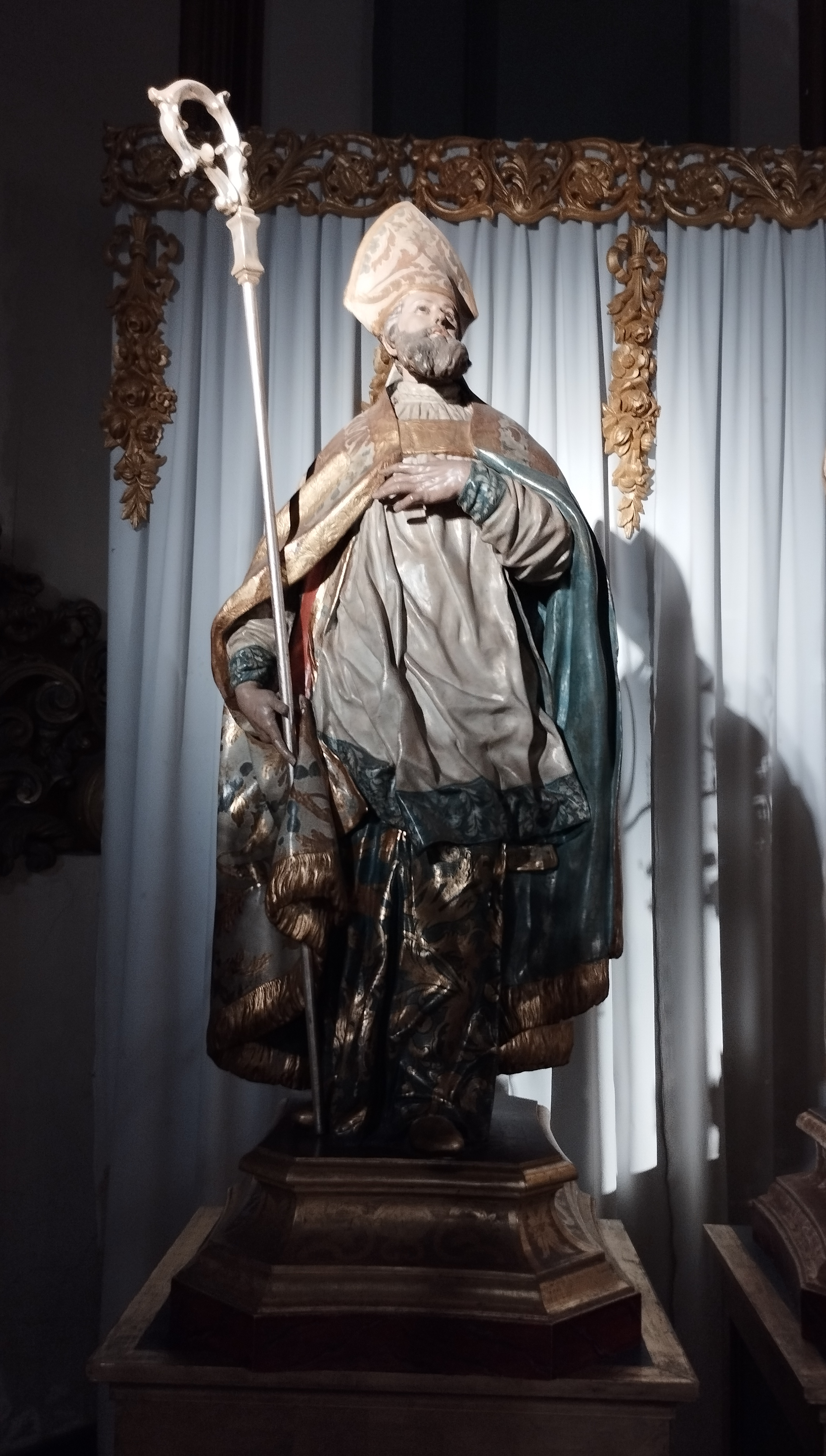
San Leandro, 1755, Chiesa di S. Maria delle Grazie a Cartagena.
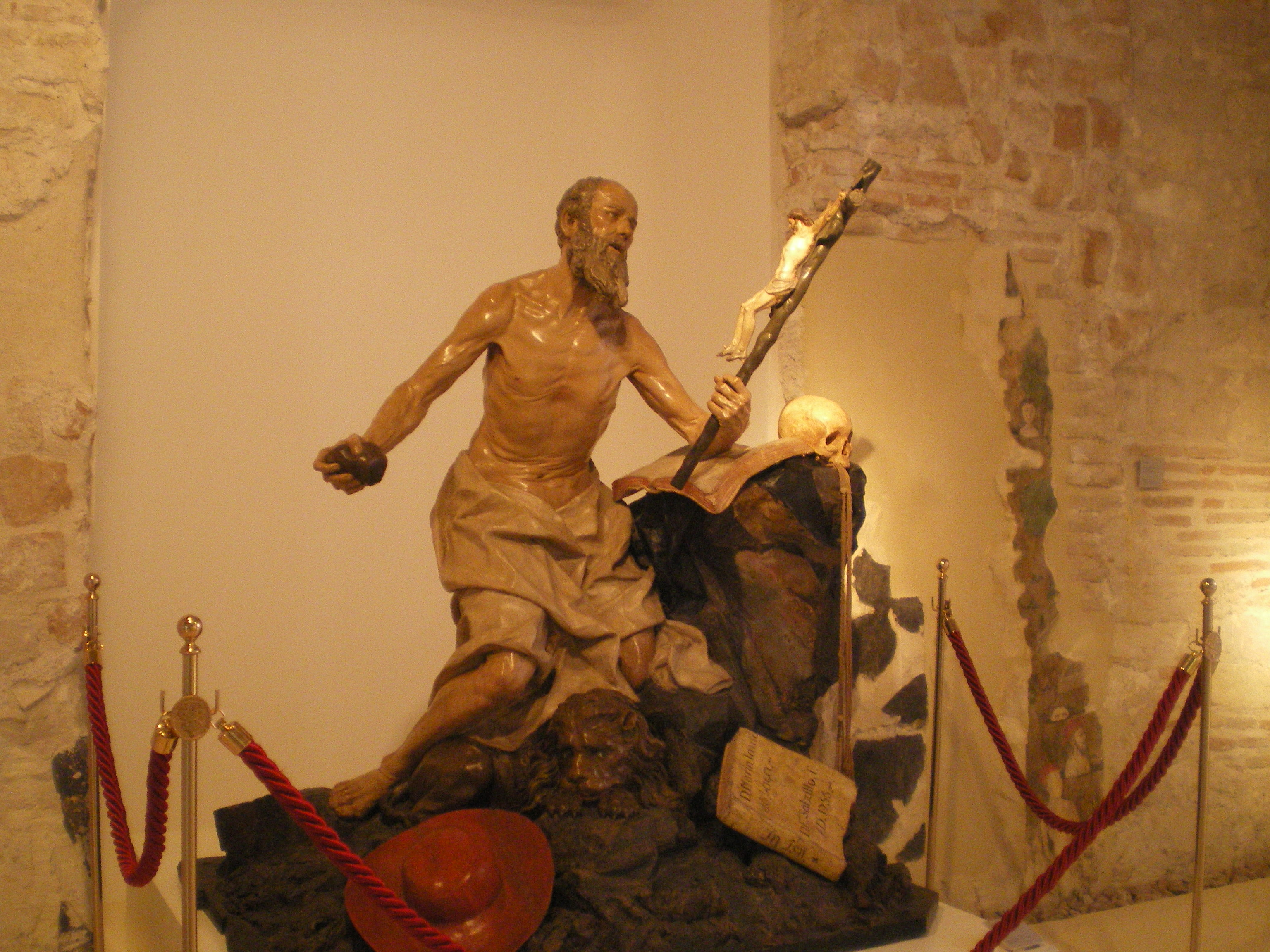
San Geronimo Penitente, 1755, Museo della Cattedrale di Murcia.
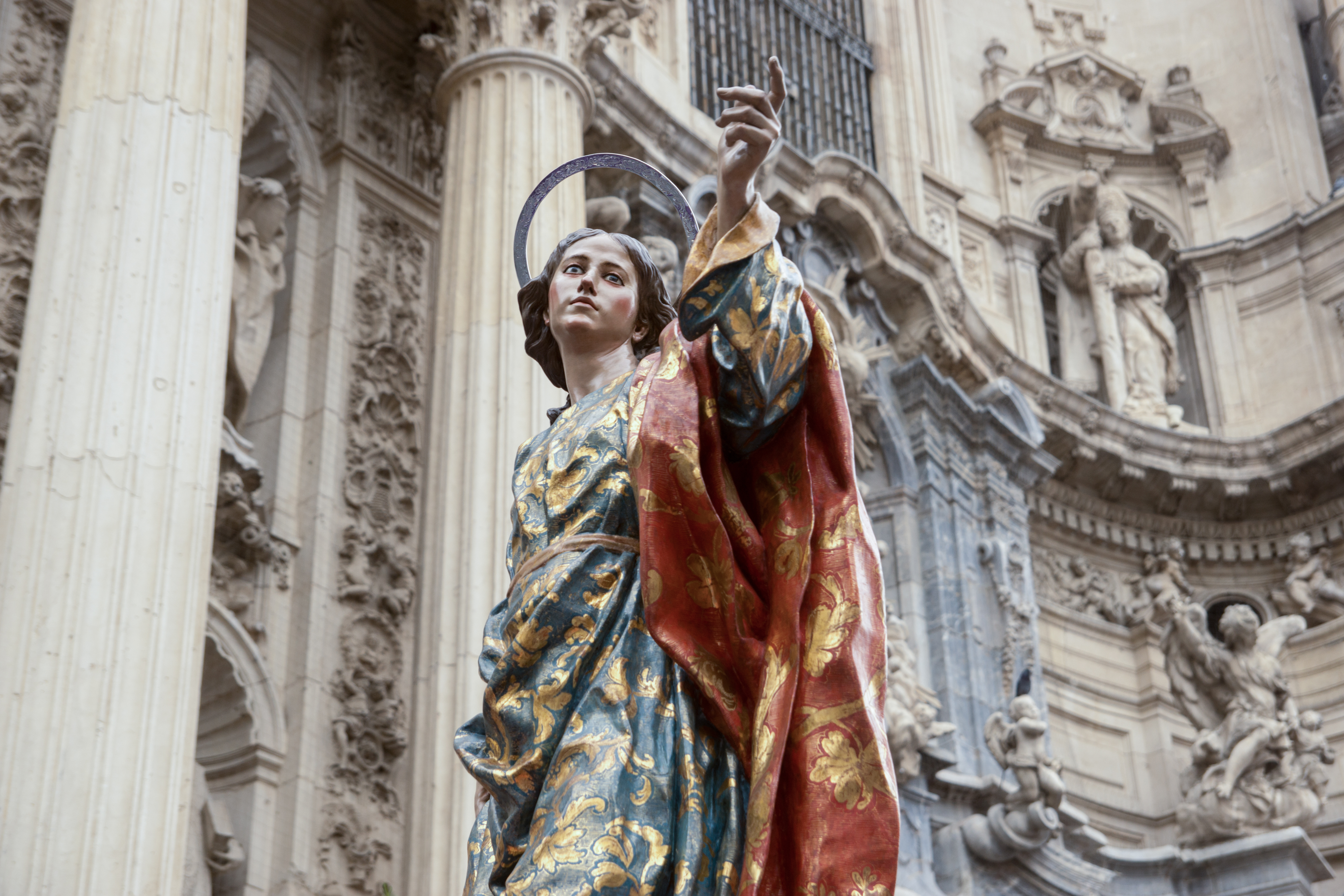
San Giovanni, 1756, Museo Salzillo a Murcia.
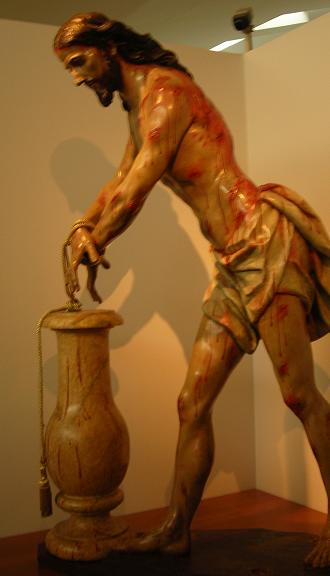
Cristo legato alla colonna, 1756, Convento di Sant'Anna (Jumilla)
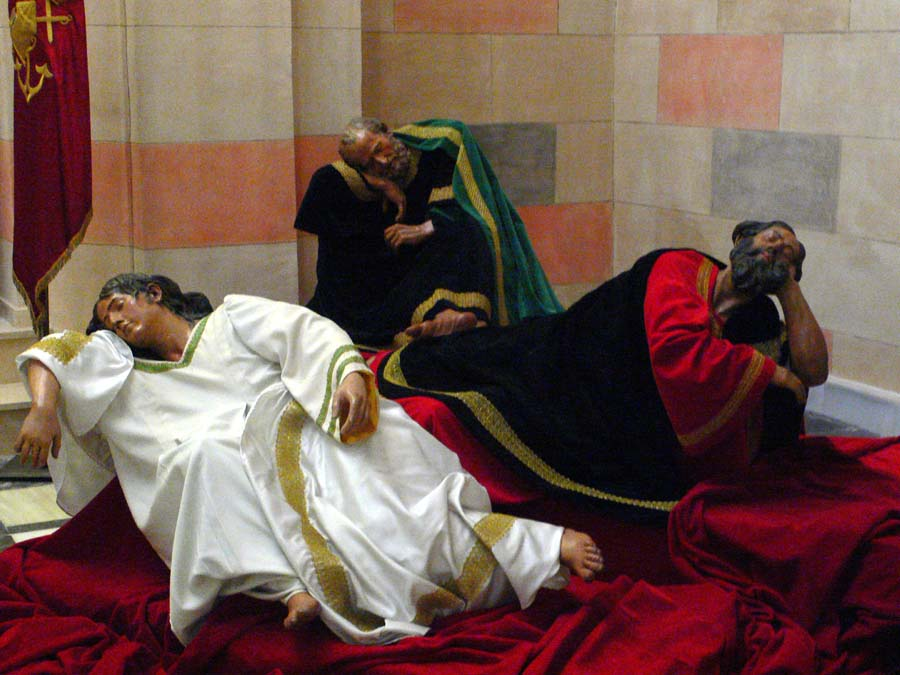
Durmientes de la oración del huerto, 1759, chiesa di Santa Maria dell Grazie a Cartagena.
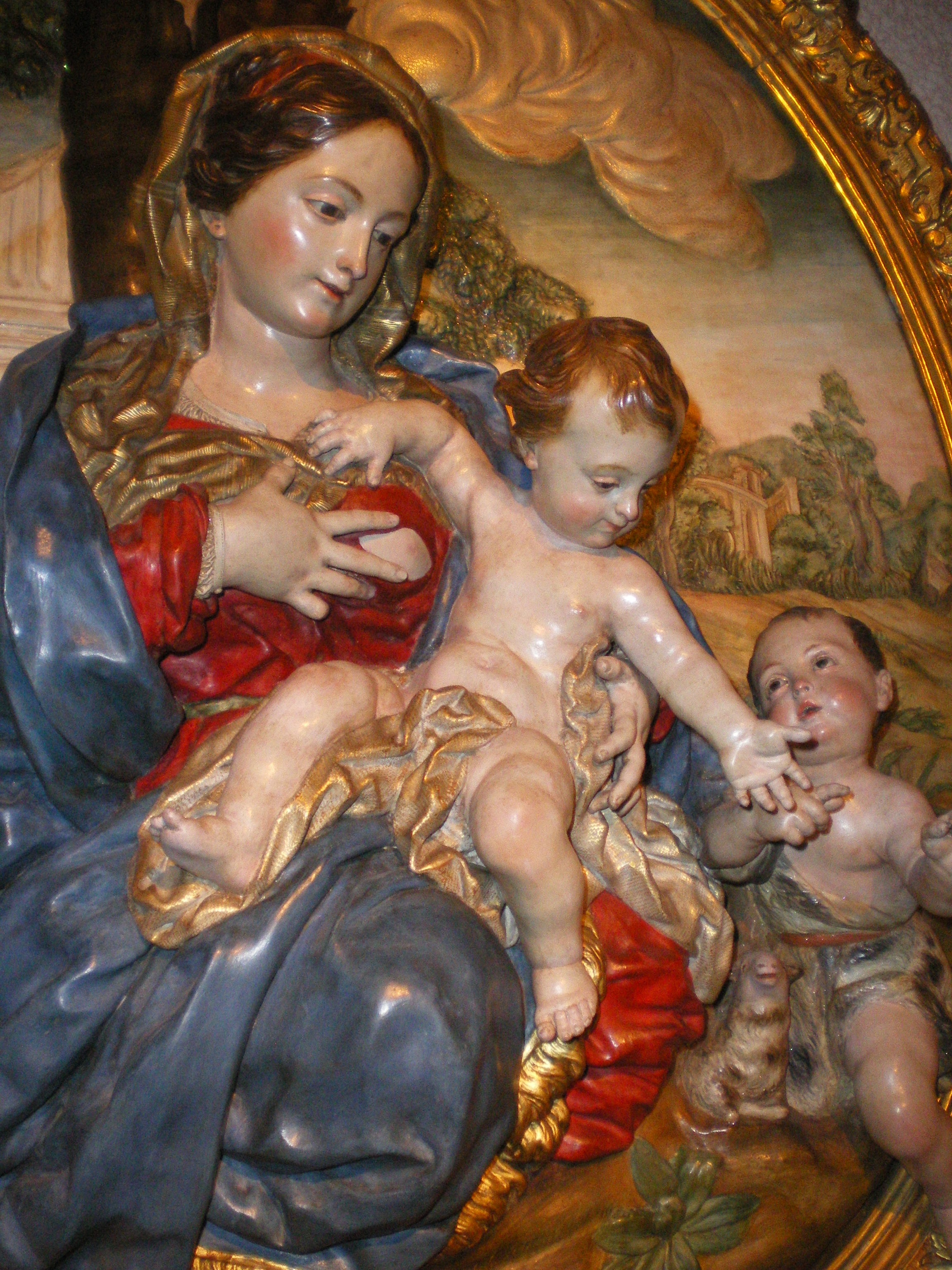
Medallon de la Virgen de la leche, Museo della Cattedrale di Murcia.
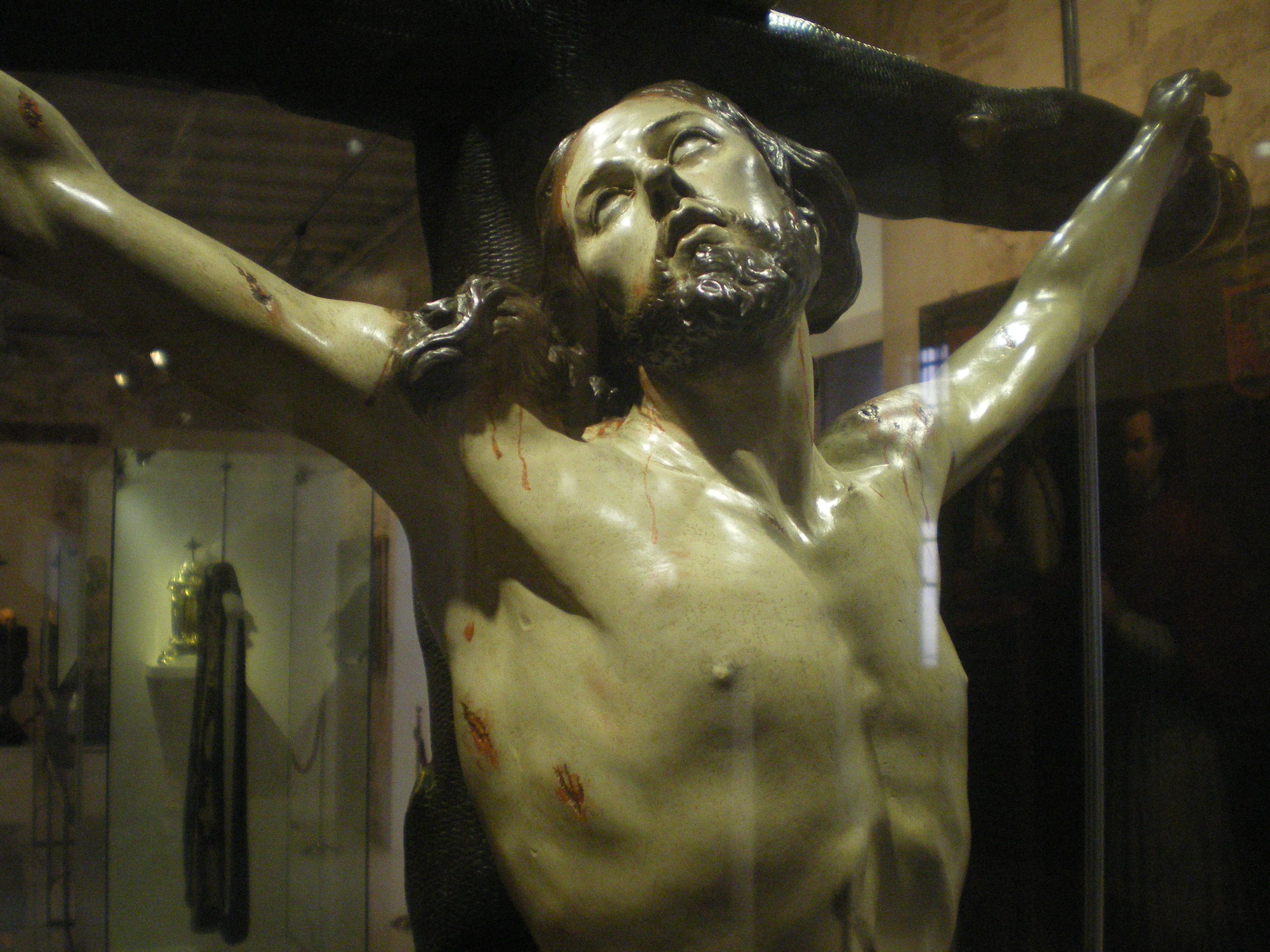
Detalle del Cristo del facistol, Museo della Cattedrale di Murcia.
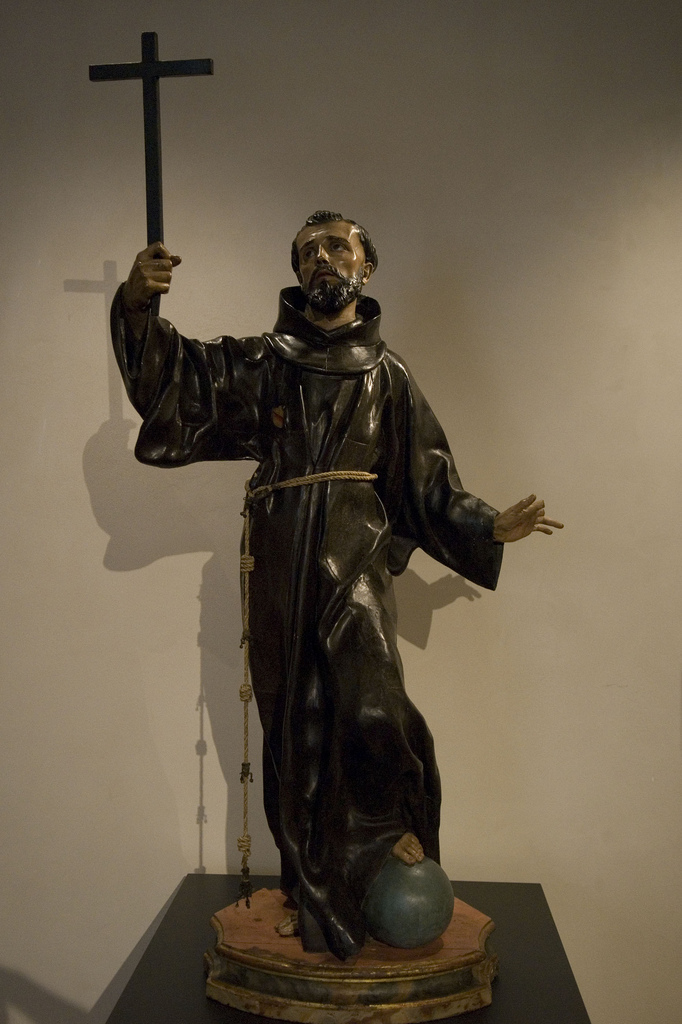
San Francesco d' Assisi, Museo Nazionale di Scultura di Valladolid.